# Frizileia – Uma Esposa à Beira de um Ataque de Nervos

## Montagem
Monólogo protagonizado pela atriz Elizabeth Savalla, escrito por Camilo Átilla e dirigido por Luis Arthur Nunes. 
A atriz contracena com um elenco virtual, formado por Marcelo Escorel, Maria Esmeralda. Foi produzido pela Assessoria de Eventos da Prefeitura do Rio de Janeiro, quando a atriz exerceu por dois anos a função de Coordenadora de eventos teatrais para a Zona Oeste. "Friziléia" foi apresentado ao ar livre, para platéias em diversas favelas. A peça estreou em São Paulo, em 12 de março de 2005.

## Sinopse
Comédia sobre as desgraças de uma dona de casa em crise, que faz um  balanço de sua vida, no dia em que finalmente adquirirá um apartamento em Cobacabana, numa das esquinas mais barulhentas da cidade. A personagem começa a pensar que vai comprar a sua prisão definitiva e resolve procurar formas tragi-comicas para suicidar-se. 
Em quase duas horas, Elizabeth encarna uma dona-de-casa quarentona em crise com o marido. Piadas sobre a forma física, os deveres com o lar e com as crianças, além de outras situações cotidianas, levam a platéia às gargalhadas. Em meio as desgraças da vida em família, com os filhos, marido e sogra, Friziléia chega ao seu limite.
- Fonte: Veja São Paulo  (13 de julho de 2005) EDIÇÃO: 1913  PÁG.: 96